# Toèga
Toèga est une commune située dans le département de Koudougou de la province de Boulkiemdé dans la région du Centre-Ouest au Burkina Faso.

## Santé et éducation
Le village possède une école primaire publique.